# Gene Short
Eugene Short, detto Gene (Macon, 7 agosto 1953 – Houston, 16 marzo 2016), è stato un cestista statunitense, professionista nella NBA. Era il fratello di Purvis Short.

## Carriera
Venne selezionato dai New York Knicks al primo giro del Draft NBA 1975 (9ª scelta assoluta).
Con gli Stati Uniti disputò i Campionati mondiali del 1974.